# Фіялка польова
Фіялка польова, фіалка польова (Viola arvensis) — вид рослин з родини фіалкові (Violaceae), поширений у Європі, пн.-зх. Африці, Ірані й західній частині помірних областях Азії. Етимологія: лат. arvum — «поле», ensis — прикметниковий суфікс, який вказує на країну або місце походження або місце проживання.

## Опис
Однорічна або дворічна трава 10–40 см заввишки. Стебла прямі, розгалужені, голі. Листки чергуються, коротко-черешкові. Листова пластина яйцювато-ланцетна, з закругленими зубчиками. Прилистки листяні, глибоко лопатчаті. 
Віночок зигоморфний (має лише одну площину симетрії), від кремового білого до жовтуватого білого (іноді світло-пурпурового) забарвлення, шириною 5–15 мм; пелюстків 5, макс. довжина рівна чашолисткам; чашолистків 5; тичинок 5.

## Поширення
Поширений майже у всій Європі, пн.-зх. Африці, Ірані й західній частині помірних областях Азії; рослина інтродукована в інших частинах світу, зокрема, Північній та Південній Америках, Ґренландії, ПАР. Населяє поля, сади, купи землі, пустирі, луки, скелясті виходи.
В Україні зростає на полях і городах — на всій території.

## Використання
Рослину використовують у народній медицині й потенційно може бути використана в медицині.

## Галерея

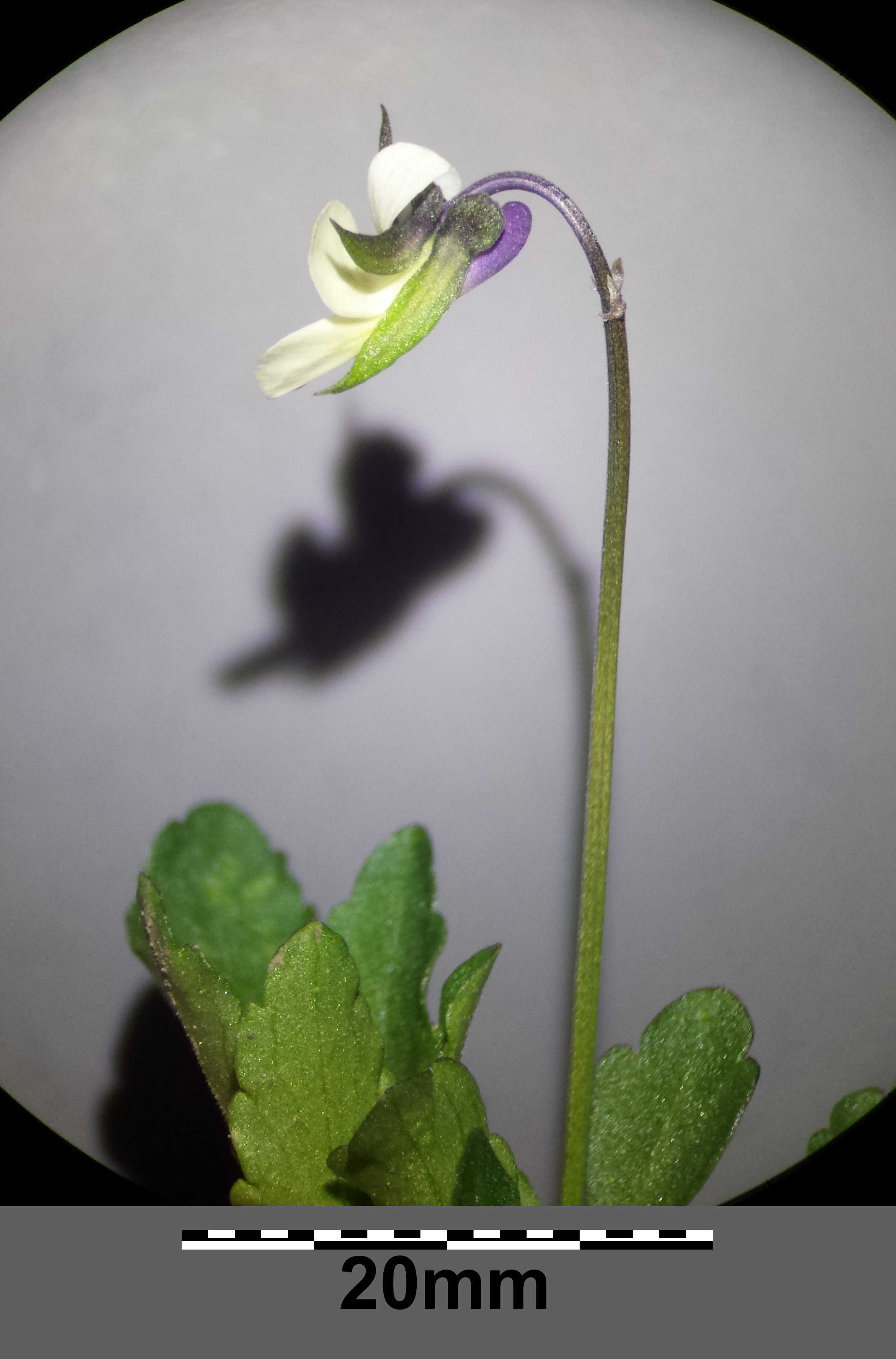
стебло
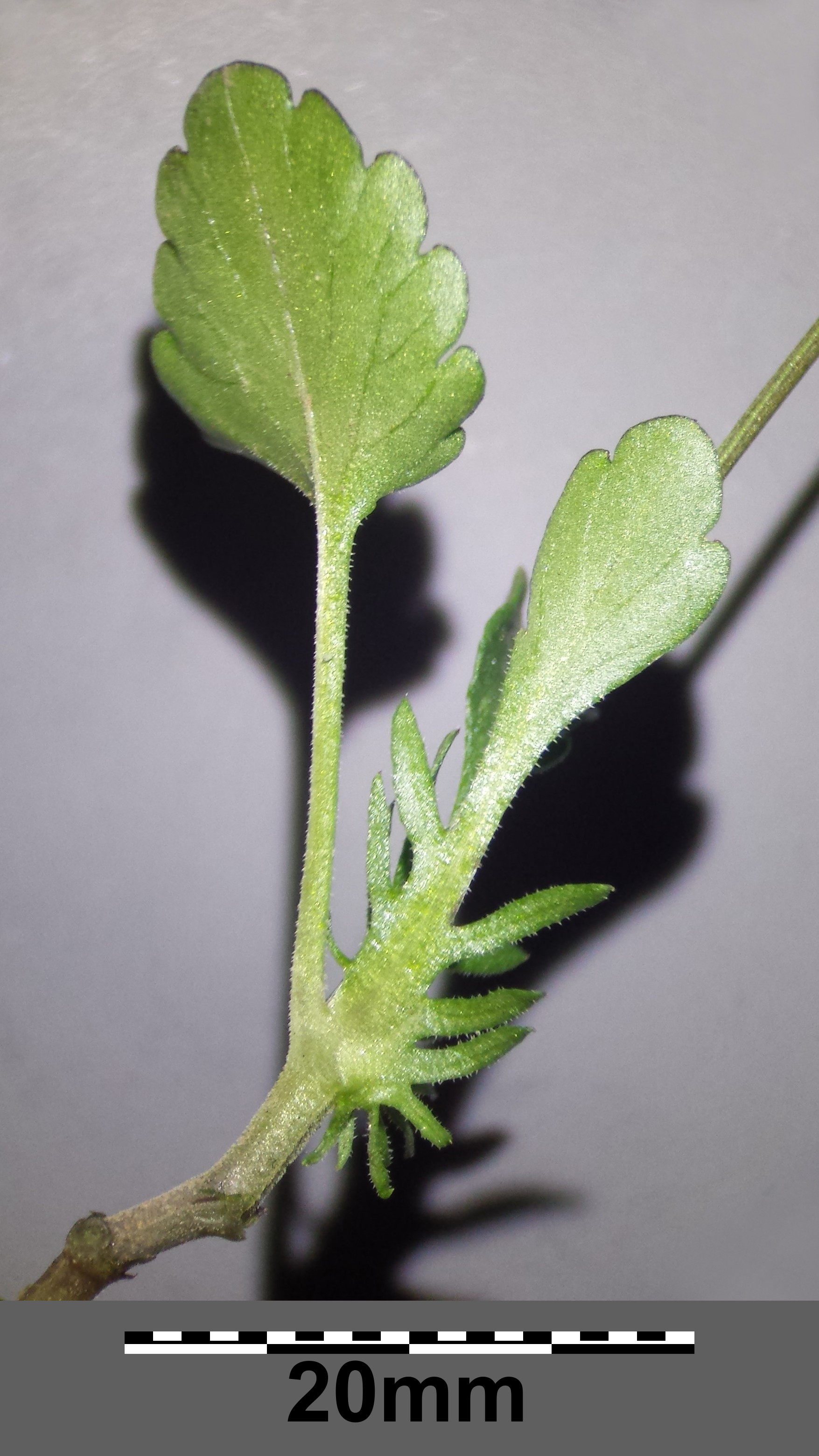
листя
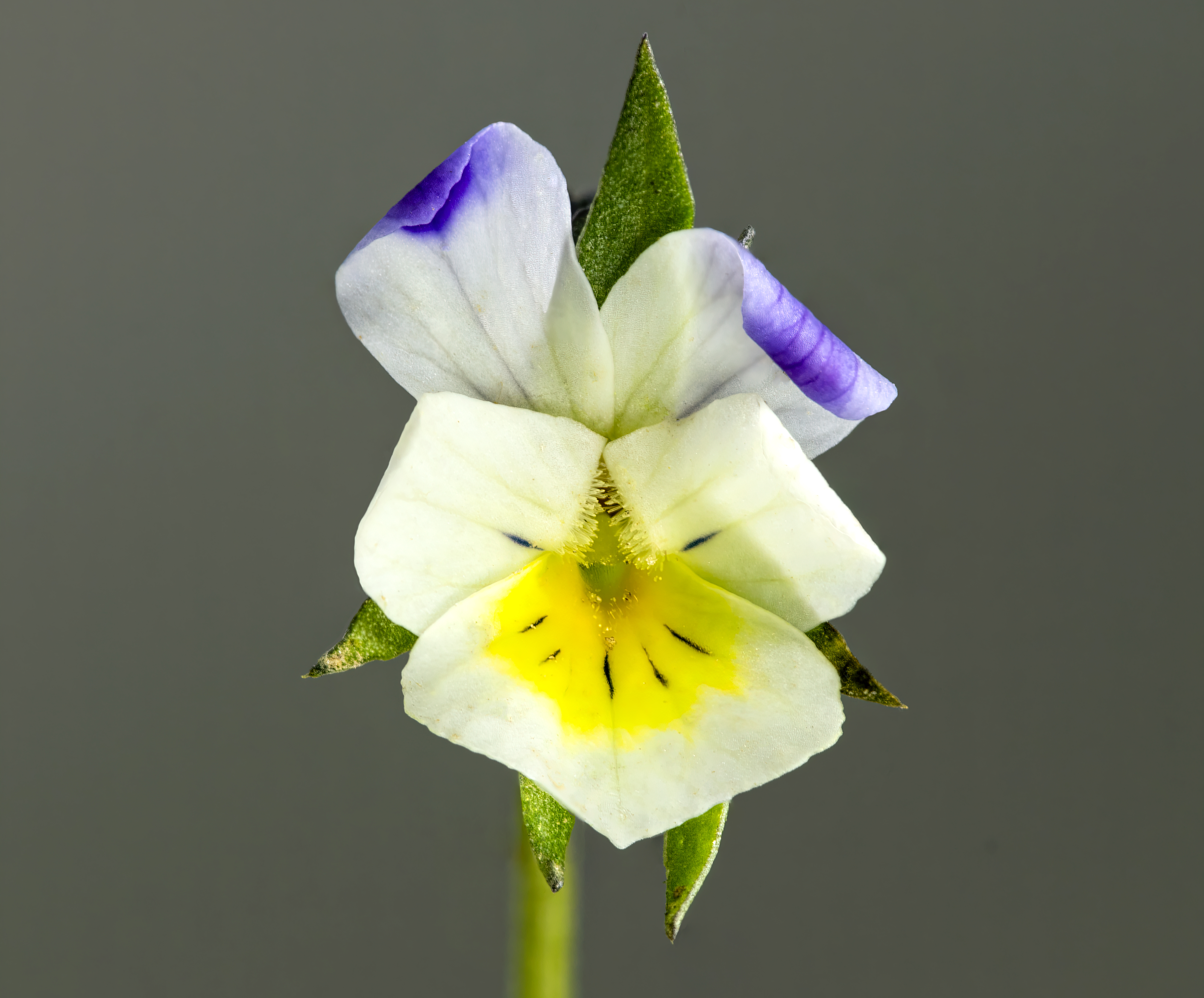
квітка
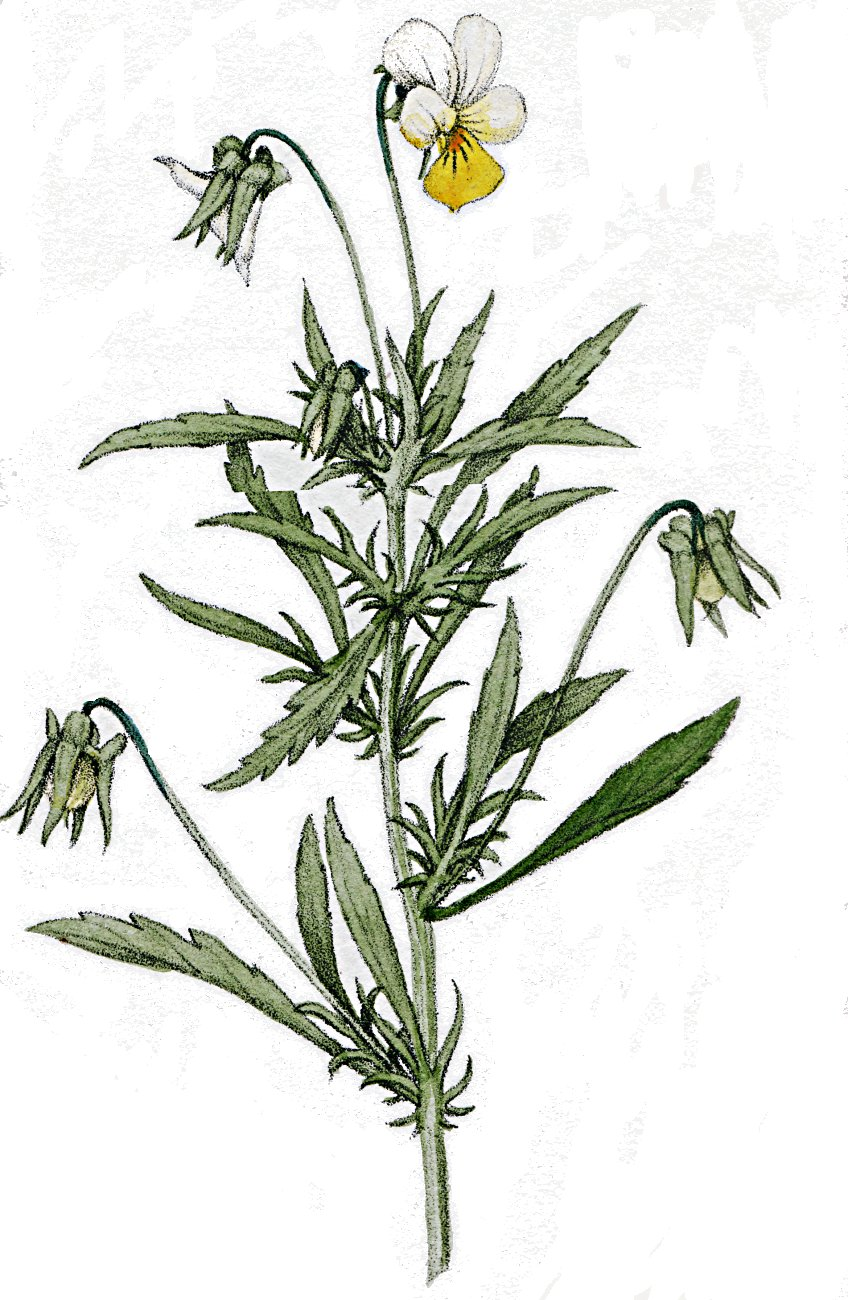
ілюстрація